# Eleanor Rigby
"Eleanor Rigby" és una cançó del grup de rock anglès The Beatles del seu àlbum Revolver de 1966. També es va publicar en un senzill de doble cara A, acompanyat de "Yellow Submarine". Atribuïda a la col·laboració compositiva Lennon-McCartney, la cançó és una de les poques en què John Lennon i Paul McCartney es van disputar posteriorment l'autoria principal. Testimonis de diverses fonts independents, com ara George Martin i Pete Shotton, donen suport a l'afirmació de McCartney com a autor.
"Eleanor Rigby" va continuar la transformació dels Beatles, passant d'un grup principalment orientat al rock and roll i al pop a una banda més experimental i d'estudi. Amb un arranjament per a dos quartets de corda de George Martin i una lletra que proporciona una narrativa sobre la soledat, va trencar bruscament amb les convencions de la música popular, musicalment i lírica. La cançó va encapçalar les llistes de senzills a Austràlia, Bèlgica, Canadà i Nova Zelanda.

## Antecedents i inspiració
Paul McCartney va inventar la melodia d'"Eleanor Rigby" mentre experimentava amb el seu piano. Donovan recordava haver sentit McCartney tocar una versió primerenca de la cançó a la guitarra, on el personatge es deia Ola Na Tungee. En aquest punt, la cançó reflectia una influència musical índia i la seva lletra feia al·lusió al consum de drogues, amb referències a "blowing his mind in the dark" (fer volar el cap a la foscor) i "a pipe full of clay" (una pipa plena d'argila).
El nom de la protagonista que McCartney va triar inicialment no va ser Eleanor Rigby, sinó Miss Daisy Hawkins. El 1966, McCartney va explicar al periodista del Sunday Times, Hunter Davies, com va tenir la idea de la seva cançó:
 
McCartney va dir que la idea d'anomenar el seu personatge "Eleanor" possiblement va ser per Eleanor Bron, l'actriu que va protagonitzar amb the Beatles la seva pel·lícula Help! de 1965. «Rigby» prové del nom d'una botiga de Bristol, Rigby & Evens Ltd. McCartney va veure la botiga mentre visitava la seva xicota de l'època, l'actriu Jane Asher, durant la seva participació a la producció de The Happiest Days of Your Life del Bristol Old Vic el gener de 1966. El 1984 va recordar: "Simplement m'agradava el nom. Buscava un nom que sonés natural. 'Eleanor Rigby' sonava natural".
En un article de l'octubre de 2021 a The New Yorker, McCartney va escriure que la seva inspiració per a "Eleanor Rigby" va ser una dona gran que vivia sola i a qui va arribar a conèixer molt bé. Anava a comprar per a ella i s'asseia a la seva cuina escoltant contes i el seu aparell de ràdio de galena. McCartney va dir: "Només escoltar les seves històries em va enriquir l'ànima i va influir en les cançons que escriuria més tard".

## Col·laboració en l'escriptura
McCartney va escriure la melodia i la primera estrofa sol, després dels quals va presentar la cançó als Beatles quan estaven reunits a la sala de música de la casa de John Lennon a Kenwood. Lennon, George Harrison, Ringo Starr i l'amic de la infància de Lennon, Pete Shotton, van escoltar McCartney interpretant la seva cançó i van aportar idees. A Harrison se li va acudir el ganxo de "Ah, look at all the lonely people". Starr va contribuir amb la frase "writing the words of a sermon that no one will hear" i va suggerir que el "Father McCartney" es cosís els mitjons, cosa que va agradar a McCartney. Va ser llavors quan Shotton va suggerir que McCartney canviés el nom del sacerdot, en cas que els oients confonguessin el personatge fictici amb el pare del mateix McCartney.
McCartney no es decidia com acabar la cançó, i Shotton va suggerir que les dues persones soles es trobessin massa tard, ja que el Father McKenzie dirigia el funeral d'Eleanor Rigby. En aquell moment, Lennon va rebutjar la idea de seguida, però McCartney no va dir res i la va utilitzar, reconeixent més tard l'ajuda de Shotton. Segons el record de Lennon, els tocs finals es van aplicar a la lletra a l'estudi de gravació, moment en què McCartney va demanar l'aportació de Neil Aspinall i Mal Evans, els mànagers de gira dels Beatles.
«Eleanor Rigby» serveix com un exemple rar de com Lennon va reclamar posteriorment un paper més substancial en la creació d'una composició de McCartney del que recolzen els records d'altres. A principis dels anys setanta, Lennon va dir al periodista musical Alan Smith que havia escrit «al voltant del 70%» de les lletres, i en una carta a Melody Maker queixant-se dels comentaris del productor dels Beatles, George Martin, en una entrevista recent, va dir que «al voltant del 50% de les lletres les vaig escriure jo als estudis i a casa de Paul». El 1980, recordava haver escrit gairebé tot excepte la primera estrofa. Shotton recordava la contribució de Lennon com a "pràcticament nul·la", mentre que McCartney va dir que "John em va ajudar amb unes quantes paraules, però jo ho baixaria fins un 80-20 per mi, alguna cosa així". Segons McCartney, "In My Life" i "Eleanor Rigby" són les úniques cançons de Lennon i McCartney on ell i Lennon no estaven d'acord sobre la seva autoria.
Segons el musicòleg Walter Everett, l'escriptura de la lletra "probablement va ser un esforç de grup". La historiògrafa Erin Torkelson Weber diu que, segons tots els relats disponibles, McCartney va ser l'autor principal de la cançó i només els records de Lennon posteriors al 1970 contradiuen això. En la mateixa entrevista de 1980, Lennon va expressar el seu ressentiment per la manera com McCartney havia buscat l'aportació creativa dels seus companys de banda i amics, en lloc de col·laborar directament amb Lennon. Lennon va afegir: "Aquesta és la mena d'insensibilitat que tenia, la qual cosa em va molestar anys després". A més de citar aquest dolor emocional, Weber suggereix que l'aclamació de la crítica de la cançó pot haver motivat les afirmacions de Lennon, ja que va intentar presentar-se com un geni musical més gran que McCartney en els anys posteriors a la ruptura dels Beatles.

## Composició

### Música
La cançó és un exemple destacat de barreja de modes, concretament entre el mode eòlic, també conegut com a menor natural, i el mode dòric. Ambientada en mi menor, la cançó es basa en la progressió d'acords Mi-Do, típica del mode eòlic, i utilitza les notes ♭ 3, ♭ 6 i ♭ 7 en aquesta escala. La melodia del vers està escrita en mode dòric, una escala menor amb el sisè grau natural. "Eleanor Rigby" comença amb una harmonia vocal en Do major ("Aah, look at all..."), abans de canviar a mi menor (sobre "lonely people"). La nota eòlica Do-natural torna més tard al vers a la paraula "dre-eam" (Do-Si) quan l'acord de Do es resol a la tònica Mi, donant urgència a l'estat d'ànim de la melodia.
El mode dòric apareix amb la nota Do ♯ (6 a l'escala Mi) al principi de la frase "in the church". El cor que comença amb "All the lonely people" implica la viola en un descens cromàtic fins a la quinta; de 7 (Re natural a "All the lonely peo-") a 6 (Do ♯ a "-ple") a ♭ 6 (Do a "they") a 5 (Si a "from"). Segons el musicòleg Dominic Pedler, això afegeix un "aire d'inevitabilitat al flux de la música (i potser a la difícil situació dels personatges de la cançó)".

### Lletra
La lletra representa un allunyament de les cançons anteriors de McCartney, ja que evita els pronoms en primera i segona persona i s'allunya dels temes d'una cançó d'amor estàndard. El narrador pren la forma d'un espectador distant, similar a un novel·lista o guionista. El biògraf dels Beatles, Steve Turner, diu que aquest nou enfocament reflecteix la probable influència de Ray Davies dels Kinks, concretament dels senzills d'aquests últims «A Well Respected Man» i «Dedicated Follower of Fashion».
L'autor Howard Sounes compara la narrativa de la cançó amb "les figures trencades i aïllades" típiques d'una obra de Samuel Beckett, ja que Rigby mor sola, cap persona en dol assisteix al seu funeral i el sacerdot "sembla haver perdut la seva congregació i la seva fe". Segons Everett, la descripció que fa McCartney de Rigby i McKenzie eleva la solitud i les vides malgastades dels individus a un nivell universal a la manera de l'autobiogràfica "Nowhere Man" de Lennon. Everett afegeix que les imatges de McCartney són «vívides i, tanmateix, prou comunes per despertar una enorme compassió per aquestes ànimes perdudes».

## Personal
Segons Ian MacDonald:
The Beatles
- Paul McCartney– veu principal i de conjunt[47]
- John Lennon – veu de conjunt
- George Harrison – veu de conjunt

Músics addicionals
- Tony Gilbert – violí
- Sidney Sax – violí
- John Sharpe – violí
- Juergen Hess – violí
- Stephen Shingles – viola
- John Underwood – viola
- Derek Simpson – violoncel
- Norman Jones – violoncel
- George Martin – arranjament de corda, direcció

## Llistes d'èxits
| Llistes (1966–67)                   | Millor posició |
| ----------------------------------- | -------------- |
| Austràlia Go-Set National Top 40    | 1              |
| Bèlgica                             | 1              |
| Canadà RPM Top Singles              | 1              |
| Finlàndia (Suomen virallinen lista) | 6              |
| Nova Zelanda (Listener)             | 1              |
| Regne Unit Record Retailer          | 1              |
| US Billboard Hot 100                | 11             |
| US Cash Box Top 100                 | 12             |
| Llistes (1986)                      | Millor posició |
| UK Singles Chart                    | 63             |

| Llista (1966)      | Posició |
| ------------------ | ------- |
| UK Record Retailer | 3       |